# Асфоделус ветвистый
Асфоделус ветвистый (лат. Asphodelus ramosus) — вид растений семейства  Ксанторреевые (Xanthorrhoeaceae).
Ветвистое многолетнее растение высотой до 90 см. Корневище короткое и толстое, является веретеновидным клубневым утолщением. Листья расположены в прикорневой розетке. Листья до 2,5 х 45 (-3) см, плоские, с гладкой краем. Стебель безлистный, несёт массивное соцветие. Имеет большие белые цветы с шестью лепестками розовыми или коричневыми срединными жилами. Плод представляет собой небольшую шарообразную капсулу, длиной от 5 до 13 мм, от 3,5 до 10 (до 11) мм шириной. Семена 5-8,5 × 2,5-4 мм, серые. Цветёт с марта по июнь.
Вид распространён в Северной Африке (Алжир, Египет, Ливия, Марокко, Тунис),  Западной Азии (Кипр, Египет - Синай, Израиль, Иордания, Ливан, Сирия, Турция), Южной Европе (страны бывшей Югославии, Греция, Италия, Франция, Португалия, Гибралтар, Испания [вкл. Канарские острова]).
Плиний, Диоскорид и Гиппократ упоминали, что луковицы использовали в пищу. Греки и римляне использовали растение для борьбы с различными заболеваниями. Алкоголь может быть получен после брожения клубней. Он используется в косметике.